# Historiska platser och kulturminnen i Antarktis
Historiska platser och kulturminnen i Antarktis är en lista över platser och kulturarv som anses särskilt viktiga att bevara inom Antarktisfördraget med avseende på upptäcktsresor, forskning och kultur i området. Listan sköts av International Polar Heritage Committee, IPHC, ungefär Internationella kommittén för polarområdenas kulturarv. IPHC är ett organ inom den kulturarvsbevarande sammanslutningen International Council on Monuments and Sites, ICOMOS, som bland annat är rådgivare till FN:s världsarvskommitté.
IPHC kallar listan Historic Sites and Monuments, HSM, den upprättades 1972. Förslag till nya poster på listan godkänns av Antarktisfördragets parter och de förbinder sig att inte skada, flytta eller ödelägga listade kulturvärden. Vid varje plats finns en informationstavla på engelska, franska, spanska och ryska som förklarar platsens skyddsstatus. År 2015 var 87 platser och minnen listade, de var numrerade upp till 92 eftersom några poster raderats och andra slagits samman vid revideringar av listan.

## Listan
| HSM nummer | Bild | Beskrivning | Listat år | Förvaltare                         | Position                                            |
| ---------- | ---- | --- | --------- | ---------------------------------- | --------------------------------------------------- |
| HSM-1      |      | Flaggstång rest på den geografiska sydpolen i december 1965 av den första argentinska polarexpeditionen till Sydpolen. | 1972      | Argentina                          | 90°0′0″S 00°0′0″V / 90.00000°S -0.00000°Ö           |
| HSM-2      |      | Stenröse och plakett vid Japans forskningsstation Syowa på Ongul, Prins Harald Kyst, till minne av Shin Fukushima, medlem i Japans fjärde antarktiska forskningsexpedition. Fukushima avled på platsen i oktober 1960 och röset uppfördes 11 januari 1961 av hans kollegor. | 1972      | Japan                              | 69°00′S 39°35′Ö / 69.000°S 39.583°Ö                 |
| HSM-3      |      | Stenröse och plakett på Proclamation Island, Enderby Land, rest i januari 1930 av Douglas Mawson till minne av landstigningen på ön under British Australian and New Zealand Antarctic Research Expedition (BANZARE) 1929–1931. | 1972      | Australien                         | 65°51′S 53°41′Ö / 65.850°S 53.683°Ö                 |
| HSM-4      |      | Otillgänglighetspolen med den insnöade stationsbyggnaden som uppfördes av en sovjetisk expedition 1958. Byggnaden är markerad med en byst av Lenin och en plakett. Otillgänglighetspolen är den punkt som ligger längst från kusten. | 1972      | Ryssland                           | 83°06′S 54°58′Ö / 83.100°S 54.967°Ö                 |
| HSM-5      |      | Stenröse och plakett på Cape Bruce, Mac. Robertson Land, uppförd 18 februari 1931 av Douglas Mawson for att markera landstigningen under British Australian and New Zealand Antarctic Research Expedition (BANZARE) 1929–1931. | 1972      | Australien                         | 67°25′S 60°47′Ö / 67.417°S 60.783°Ö                 |
| HSM-6      |      | Stenröse vid Walkabout Rocks, Vestfold Hills, Princess Elizabeth Land, uppförd 1939 av Hubert Wilkins. I röset ligger en låda som innehåller en beskrivning av hans besök. | 1972      | Australien                         | 68°22′S 78°33′Ö / 68.367°S 78.550°Ö                 |
| HSM-7      |      | Sten med plakett, ursprungligen placerad vid den ryska forskningsstationen Mirnyj på Mabus Point i Queen Mary Land till åminnelse av mekanikern Ivan Kharma som omkom här 1956. Minnesstenen flyttades 1974 till Buromskiy Island. | 1972      | Ryssland                           | 66°33′S 93°01′Ö / 66.550°S 93.017°Ö                 |
| HSM-8      |      | Metallsläde vid den ryska forskningsstationen Mirnyj på Mabus Point, Queen Mary Land, till åminnelse av chauffören och mekanikern Anatoly Shcheglov som omkom i tjänst på expeditionen. | 1972      | Ryssland                           | 66°33′S 93°01′Ö / 66.550°S 93.017°Ö                 |
| HSM-9      |      | Begravningsplatsen på Buromskiy Island i Queen Mary Land. Den tillhör den ryska forskningsstationen Mirnyj och där vilar sovjetiska, tjeckoslovakiska och östtyska expeditionsmedlemmer som omkom 3 augusti 1960. | 1972      | Ryssland                           | 66°32′S 93°01′Ö / 66.533°S 93.017°Ö                 |
| HSM-10     |      | Magnetiskt observatorium vid den före detta polska forskningsstationen Dobrowolski, Bunger Hills, Queen Mary Land, med plakett till minne av invigningen den ryska forskningsstationen Oasis år 1956 som var stationens föregångare. | 1972      | Ryssland                           | 66°16′S 100°45′Ö / 66.267°S 100.750°Ö               |
| HSM-11     |      | Traktor med plakett vid den ryska forskningsstationen Vostok till minne av stationens öppnande 1957. | 1972      | Ryssland                           | 78°28′S 106°48′Ö / 78.467°S 106.800°Ö               |
| HSM-12     |      | Kors och plakett på Cape Denison, George V Land. Sammanslagen med HSM nummer 13 till HSM nummer 77. |           |                                    |                                                     |
| HSM-13     |      | Stuga på Cape Denison, George V Land. Sammanslagen med HSM nummer 12 till HSM nummer 77. |           |                                    |                                                     |
| HSM-14     |      | Isgrottan på Inexpressible Island, Terra Nova Bay, byggd i mars 1912 av Northern Party under Robert Scotts Terra Nova-expedition 1910–1913. Gruppen tillbringade vintern 1912 där. | 1972      | Nya Zeeland Italien Storbritannien | 74°54′S 163°43′Ö / 74.900°S 163.717°Ö               |
| HSM-15     |      | Stuga på Cape Royds, Rossön, byggd i februari 1908 av Nimrodexpeditionen som leddes av Ernest Shackleton. Stugan restaurerades i januari 1961 av nyzeeländska myndigheter. | 1972      | Nya Zeeland Storbritannien         | 77°33′S 166°10′Ö / 77.550°S 166.167°Ö               |
| HSM-16     |      | Stuga på Cape Evans, Rossön, byggd i januari 1911 av Robert Scotts Terra Nova-expedition 1910–1913. Den restaurerades 1961 av nyzeeländska myndigheter. | 1972      | Nya Zeeland Storbritannien         | 77°38′S 166°24′Ö / 77.633°S 166.400°Ö               |
| HSM-17     |      | Kors på Wind Vane Hill, Cape Evans, Rossön, uppförd av Rosshavsgruppen som var en del av Ernest Shackletons Endurance-expedition 1914–1917, till åminnelse av de tre expeditionsmedlemmarna som omkom i närheten 1916. | 1972      | Nya Zeeland Storbritannien         | 77°38′S 166°24′Ö / 77.633°S 166.400°Ö               |
| HSM-18     |      | Stuga på Hut Point, Rossön, byggd i februari 1902 av den brittiska antarktisexpeditionen 1901–1904 som leddes Robert Falcon Scott. Den restaurerades i januari 1964. | 1972      | Nya Zeeland Storbritannien         | 77°50′S 166°37′Ö / 77.833°S 166.617°Ö               |
| HSM-19     |      | Kors på Hut Point, Rossön, uppförd i februari 1904 av den brittiska antarktisexpeditionen 1901–1904 till åminnelse av George Vince som omkom i närheten. | 1972      | Nya Zeeland Storbritannien         | 77°50′S 166°37′Ö / 77.833°S 166.617°Ö               |
| HSM-20     |      | Kors på Observation Hill, Rossön, upprest i januari 1913 av Robert Scotts Terra Nova-expedition 1910–1913 till åminnelse av Robert Falcon Scotts grupp som omkom på återfärden från Sydpolen i mars 1912. | 1972      | Nya Zeeland Storbritannien         | 77°51′S 166°41′Ö / 77.850°S 166.683°Ö               |
| HSM-21     |      | Rester av stenstuga på Cape Crozier, Rossön, byggd i juli 1911 av Edward Wilsons grupp under Robert Scotts Terra Nova-expedition 1910–1913 på deras vinterfärd för att samla kejsarpingvinägg. | 1972      | Nya Zeeland Storbritannien         | 77°31′S 169°22′Ö / 77.517°S 169.367°Ö               |
| HSM-22     |      | Tre stugor och historiska lämningar på Kap Adare. Två stugor byggdes i februari 1899 av Southern Cross-expeditionen 1898–1900 som leddes av Carsten Borchgrevink. Den tredje byggdes i februari 1911 av Robert F. Scotts Northern Party, som leddes av Victor Campbell. | 1972      | Nya Zeeland Storbritannien         | 71°18′S 170°12′Ö / 71.300°S 170.200°Ö               |
| HSM-23     |      | Nicolai Hansons grav på Kap Adare. Det är den äldsta kända graven på den antarktiska kontinenten. Hanson var biolog på Southern Cross-expeditionen 1898–1900, den första expeditionen som övervintrade på Antarktis. Graven är markerad med vita stenar och ett träkors och en plakett fastsatta på en stor sten. | 1972      | Nya Zeeland Norge                  | 71°17′S 170°13′Ö / 71.283°S 170.217°Ö               |
| HSM-24     |      | Amundsens röse. Ett stenröse på Mount Betty, Queen Maud Mountains som restes av Roald Amundsen 6 januari 1912 under återfärden från Sydpolen. | 1972      | Norge                              | 85°11′S 163°45′V / 85.183°S 163.750°V               |
| HSM-25     |      | Borrtaget från listan 2003: Stuga och plakett på Framnes Head, Peter I:s ö. |           |                                    |                                                     |
| HSM-26     |      | Övergivna installationer vid den argentinska forskningsstationen San Martín på Barry Island, Marguerite Bay, med kors, flaggstång och stenstod rest 1951. | 1972      | Argentina                          | 68°08′S 67°08′V / 68.133°S 67.133°V                 |
| HSM-27     |      | Röse med en kopia av en blyplakett med mannskapslistan, uppförd på Megalestris Hill, Petermann Island i 1909 av Jean-Baptiste Charcots andra antarktisexpedition. | 1972      | Storbritannien Frankrike           | 65°10′S 64°09′V / 65.167°S 64.150°V                 |
| HSM-28     |      | Stenröse i Port Charcot, Booth Island, med en träpelare och plakett med namnen medlemmarna av den första franska expeditionen ledd av Jean-Baptiste Charcot, som övervintrade vid platsen 1904 ombord på forskningsfartyget "Français". | 1972      | Argentina Frankrike                | 65°03′S 64°01′V / 65.050°S 64.017°V                 |
| HSM-29     |      | Primero de Mayo fyr på Lambda Island, Melchior Islands, uppförd 1942 som den första argentinska fyren i Antarktis. | 1972      | Argentina                          | 64°18′S 62°59′V / 64.300°S 62.983°V                 |
| HSM-30     |      | Nödstuga i Paradise Bay uppförd 1950 av den chilenska forskningsstationen González Videla för att hedra president Gabriel González Videla som besökte Antarktis. | 1972      | Chile                              | 64°49′S 62°51′V / 64.817°S 62.850°V                 |
| HSM-31     |      | Borttagen från listan 2003: Plakett i Whalers Bay på Deception Island i Sydshetlandsöarna, se HSM nummer 71. |           |                                    |                                                     |
| HSM-32     |      | Betongpelare rest 1947 nära Chiles forskningsstation Arturo Prat på Greenwich Island, Sydshetlandsöarna som referenspunkt för hydrografiska undersökningar. | 1972      | Chile                              | 62°28′S 59°40′V / 62.467°S 59.667°V                 |
| HSM-33     |      | Nödstuga och kors med plakett vid Chiles forskningsstation Arturo Prat på Greenwich Island i Sydshetlandsöarna, till minne om stationschefen González Pacheco som avled vid platsen 1960. | 1972      | Chile                              | 62°29′S 59°40′V / 62.483°S 59.667°V                 |
| HSM-34     |      | Byst av den chilenske sjöhjälten Arturo Prat (1848–1879), uppförd 1947 vid Chiles forskningsstation Arturo Prat på Greenwich Island, Sydshetlandsöarna. | 1972      | Chile                              | 62°50′S 59°41′V / 62.833°S 59.683°V                 |
| HSM-35     |      | Träkors och staty av Vår Fru av berget Karmel uppförd 1947 vid Chiles forskningsstation Arturo Prat på Greenwich Island, Sydshetlandsöarna. | 1972      | Chile                              | 62°29′S 59°40′V / 62.483°S 59.667°V                 |
| HSM-36     |      | Metallplakett (kopia), uppförd av Eduard Dallmann i Potter Cove, King George Island, till åminnelse av hans tyska expedition som besökte ön 1 mars 1874 med skeppet "Grönland". | 1972      | Argentina Tyskland                 | 62°14′S 58°39′V / 62.233°S 58.650°V                 |
| HSM-37     |      | Staty av general Bernardo O’Higgins (1776/78–1842), det första statsöverhuvudet i Chile som insåg Antarktis betydelse. Statyn uppfördes 1948 på den chilenska forskningsstationen Bernardo O'Higgins på Trinityhalvön. | 1972      | Chile                              | 63°19′S 57°54′V / 63.317°S 57.900°V                 |
| HSM-38     |      | Trästuga på Snow Hillön byggd i februari 1902 av den första svenska Antarktisexpeditionen under ledning av Otto Nordenskjöld. | 1972      | Argentina Sverige                  | 64°22′S 56°59′V / 64.367°S 56.983°V                 |
| HSM-39     |      | Stenstuga i Hope Bay, Trinityhalvön, byggd i januari 1903 av den första svenska Antarktisexpeditionen under ledning av Otto Nordenskjöld. | 1972      | Argentina Sverige                  | 63°24′S 56°59′V / 63.400°S 56.983°V                 |
| HSM-40     |      | Byst av José de San Martín, en grotta med en staty av Vår fru av Luján och en flaggstång uppförd 1955 vid den argentinska forskningsstationen Esperanza i Hope Bay. | 1972      | Argentina                          | 63°24′S 56°59′V / 63.400°S 56.983°V                 |
| HSM-41     |      | Stenstuga och röse på Pauletön, byggd i februari 1903 av besättningen på det förlista skeppet "Antarctic" som deltog i den första svenska Antarktisexpeditionen under Otto Nordenskjölds ledning. | 1972/1995 | Argentina Sverige Norge            | 63°34′S 55°45′V / 63.567°S 55.750°V                 |
| HSM-42     |      | Område i Scotia Bay vid Laurie Island, Sydorkneyöarna, med följande kulturminnen: En stenstuga från 1903, kallat Omond House, byggt av Scotia-expeditionen som leddes av William S. Bruce, en argentinsk meteorologistation och ett magnetiskt observatorium, byggt 1905 och kallat Moneta House samt en begravningsplats med tolv gravar, den äldsta från 1903. | 1972      | Argentina Storbritannien           | 60°46′S 44°40′V / 60.767°S 44.667°V                 |
| HSM-43     |      | Kors uppfört 1955 en kilometer nordost om den argentinska forskningsstationen Belgrano I på Filchner-Rønnes shelfis och flyttad till Belgrano II i Vahselbukten, Luitpoldkusten i Coats Land 1979. | 1972      | Argentina                          | 77°52′0″S 34°37′0″V / 77.86667°S 34.61667°V         |
| HSM-44     |      | Plakett uppförd på den tillfälliga indiska forskningsstationen Dakshin Gangotri på Prinsesse Astrid Kyst, Dronning Maud Land, med namnen på medlemmarna av den första indiska antarktisexpeditionen som gick i land i närheten 9 januari 1982. | 1983      | Indien                             | 70°45′S 11°38′Ö / 70.750°S 11.633°Ö                 |
| HSM-45     |      | Plakett på Brabant Island uppförd av François de Gerlache och andra medlemmar av Joint Services Expedition 1983–85 till minne om den första landstigningen på ön av Belgica-expeditionen 1897–1899. | 1985      | Belgien                            | 64°02′S 62°34′V / 64.033°S 62.567°V                 |
| HSM-46     |      | Alla byggnader och installationer på basen Port-Martin i Adélieland som uppfördes 1950 av den tredje franska expeditionen hit och som delvis ödelades i en brand natten mellan 23 och 24 januari 1952. | 1983      | Frankrike                          | 66°49′S 141°24′Ö / 66.817°S 141.400°Ö               |
| HSM-47     |      | Träbyggnad kallad Base Marret på Île des Pétrels i Adélieland, där sju personer under ledning av Mario Marrett övervintrade efter branden på Port-Martin 1952. | 1983      | Frankrike                          | 66°40′S 140°01′Ö / 66.667°S 140.017°Ö               |
| HSM-48     |      | Järnkors på den nordöstra spetsen av Île des Pétrels i Adélieland till åminnelse av chefsmeteorologen André Prudhomme på den tredje Internationella geofysiska året-expeditionen som försvann under en snöstorm 7 januari 1959. | 1983      | Frankrike                          | 66°40′S 140°01′Ö / 66.667°S 140.017°Ö               |
| HSM-49     |      | Betongstolpe uppförd av den första polska antarktisexpeditionen på forskningsstationen Dobrowolski på Bunger Hills, Queen Mary Land, for att utföra gravitationsmätningar i januari 1959. | 1983      | Polen                              | 66°16′S 100°45′Ö / 66.267°S 100.750°Ö               |
| HSM-50     |      | Mässingsplakett med den polska örnen i närheten av forskningsstationerna Eduardo Frei och Bellingshausen på King George Island till åminnellse om landstigningen av medlemmar av den första polska marina forskningsexpeditionen till Antarktis med fartygen "Profesor Siedlecki" och "Tazar" i februari 1976. Expeditionen utgjorde grunden för etableringen av forskningsstationen Arctowski 1977.                                                                         | 1983      | Polen                              | 62°12′S 59°01′V / 62.200°S 59.017°V                 |
| HSM-51     |      | Grav med järnkors söder for Polens forskningsstation Arctowski på King George Island där Wlodzimierz Puchalski ligger begraven. Han dog på platsen 13 januari 1979 under inspelningen av en naturfilm. | 1983      | Polen                              | 62°13′S 58°28′V / 62.217°S 58.467°V                 |
| HSM-52     |      | Stenstod rest för att markera öppnandet av den kinesiska forskningsstationen Great Wall på King George Island 20 februari 1985. | 1983      | Kina                               | 62°13′S 58°58′V / 62.217°S 58.967°V                 |
| HSM-53     |      | Byst av Luis Alberto Pardo, kapten på fartyget "Yelcho" samt stenstod och plaketter på Point Wild, Elefantön, for att markera bärgningen av de 22 överlevande efter Ernest Shackletons Endurance-expedition 1914–1917. Kopior av minnesmärkena finnes på de chilenska forskningsstationerna Arturo Prat och Eduardo Frei. | 1987      | Chile                              | 61°03′S 54°50′V / 61.050°S 54.833°V                 |
| HSM-54     |      | Richard E. Byrd Historic Monument vid McMurdo Station. Det är en bronsbyst på svart marmor som uppfördes 1965 med en beskrivning av Richard Byrds polarverksamhet. | 1989      |                                    | 77°51′S 166°40′Ö / 77.850°S 166.667°Ö               |
| HSM-55     |      | East Base på Stonington Island i Marguerite Bay, Antarktishalvön. Byggnader och föremål på East Base, uppförda och använda av två amerikanska övervintringsexpeditioner, Antarctic Service Expedition 1939–1941 och Ronne Antarctic Research Expedition 1947–1948. | 1987      |                                    | 68°11′S 67°00′V / 68.183°S 67.000°V                 |
| HSM-56     |      | Ruiner av en stuga på Waterboat Point, Danco-kusten, Antarktishalvön, i närheten av den chilenska forskningsstationen Gonzáles Videla. Den användes av den brittiska tvåmannaexpeditionen 1921–1922 som utgjordes av Thomas W. Bagshawe och Maxime C. Lester. | 1991      | Chile Storbritannien               | 64°49′S 62°51′V / 64.817°S 62.850°V                 |
| HSM-57     |      | Plakett vid en chilensk nödstuga i Yankee Bay (Yankee Harbour), McFarlane Strait, Greenwich Island, Sydshetlandsöarna, till åminnelse av kapten Andrew McFarlane som utforskade Antarktishalvön med "Dragon". | 1989      | Chile Storbritannien               | 62°32′S 59°45′V / 62.533°S 59.750°V                 |
| HSM-58     |      | Borttagen från listan 2003: Röse med plakett i Whalers Bay på Deception Island, Sydshetlandsöarna (Se HSM nr. 71) |           |                                    |                                                     |
| HSM-59     |      | Röse på Half Moon Beach och plakett på Gaviota Hill vid Cape Shirreff, Livingstonön, Sydshetlandsöarna, till åminnelse av offren på det spanska fartyget San Telmo som förliste på platsen i september 1819. | 1989      | Chile Spanien Peru                 | 62°28′S 60°46′V / 62.467°S 60.767°V                 |
| HSM-60     |      | Träplakett och röse i Penguin Bight på Seymourön. Plaketten sattes upp 10 november 1903 av manskapet på det argentinska fartyget "Uruguay" efter bärgningen av medlemmar av den första svenska Antarktisexpeditionen ledd av Otto Nordenskjöld. Argentina uppförde stenröset i januari 1990 till åminnelse av händelsen. | 1992      | Argentina Sverige                  | 64°16′S 56°39′V / 64.267°S 56.650°V                 |
| HSM-61     |      | Base A i Port Lockroy på den lilla ön Goudier Island, Antarktiska halvön. Bas som etablerades för vetenskaplig forskning under Operation Tabarin 1944 som gjorts om till museum. | 1995      | Storbritannien                     | 64°49′S 63°29′V / 64.817°S 63.483°V                 |
| HSM-62     |      | Base F, Wordie House på Winter Island, Argentine Islands. Ett exempel på en tidig brittisk forskningsstation. | 1995      | Storbritannien Ukraina             | 65°15′S 64°16′V / 65.250°S 64.267°V                 |
| HSM-63     |      | Base Y på Horseshoe Island, Marguerite Bay, Graham Land. En förhållandevis oförändrad och komplett utrustad brittisk forskningsstation från slutet av 1950-talet. Blaiklock är en nödstuga i närheten, som betraktas som en del av anläggningen. | 1995      | Storbritannien                     | 67°48′S 67°18′V / 67.800°S 67.300°V                 |
| HSM-64     |      | Base E på Stonington Island, Marguerite Bay, Graham Land. Exempel från den tidiga perioden för utforskning och historiken till British Antarctic Survey. | 1995      | Storbritannien                     | 68°11′S 67°00′V / 68.183°S 67.000°V                 |
| HSM-65     |      | Meddelandelåda på Foyn Island, Possession Islands, Rosshavet. En låda fäst på en stång som placerades 16 januari 1895 av Antarctic-expeditionen 1894–95 med Henrik Johan Bull och kapten Leonard Kristensen på Antarctic. Den undersöktes och fanns vara intakt av Southern Cross-expeditionen (1898–1900) och observerades från stranden av både USS Edisto 1956 och av ISCGS Glacier 1965.                                                                                 | 1995      | Nya Zeeland Norge                  | 71°56′S 171°05′V / 71.933°S 171.083°V               |
| HSM-66     |      | Prestruds röse vid Scott Nunataks i Alexandra Mountains, Edvard VII:s land. Ett litet stenröse som restes vid foten av branten på nordsidan av nunatakerna av löjtnant Kristian Prestrud den 3 december 1911 under Fram-expeditionen. | 1995      | Nya Zeeland Norge                  | 77°11′S 154°32′V / 77.183°S 154.533°V               |
| HSM-67     |      | Granite House, ruiner av en stenstuga på Cape Geology, Granite Harbour, Rosshavet, uppförd 1911 för att användas som kök på Griffith Taylors andra geologiska exkursion under Robert Scotts Terra Nova-expedition 1910–1913. | 1995      | Nya Zeeland Storbritannien         | 77°00′S 162°32′Ö / 77.000°S 162.533°Ö               |
| HSM-68     |      | Depå på Hells Gate Moraine, Inexpressible Island, Terra Nova Bay. Ett nöddepå bestående av en släde med förnödenheter och utrustning som skapades 25 januari 1913 av Robert Scotts Terra Nova-expedition 1910–1913. | 1995      | Nya Zeeland Storbritannien         | 74°52′S 163°50′Ö / 74.867°S 163.833°Ö               |
| HSM-69     |      | Meddelandelåda på Cape Crozier, Rossön, som uppfördes 22 januari 1902 av Discovery-expeditionen för att informera skeppen som skulle hämta expeditionsmedlemmarna. | 1995      | Nya Zeeland Storbritannien         | 77°27′S 169°16′Ö / 77.450°S 169.267°Ö               |
| HSM-70     |      | Meddelandelåda på Cape Wadworth, Coulman Island, Rosshavet, bestående av en metallcylinder fastsatt på en röd mast. Den uppfördes av Robert Falcon Scott den 15 januari 1902. Han målade även berget bakom masten rött och vitt för att göra den med synlig. | 1995      | Nya Zeeland Storbritannien         | 73°19′S 169°47′Ö / 73.317°S 169.783°Ö               |
| HSM-71     |      | Whalers Bay på Deception Island, Sydshetlandsöarna. Området omfattar alla lämningar före 1970 i Whalers Bay, inklusive rester efter valfångstaktiviteten (1906–1931), kyrkogården och den brittiska basen (Base B) (1944–1969). | 1995      | Chile Norge Storbritannien         | 62°59′S 60°34′V / 62.983°S 60.567°V                 |
| HSM-72     |      | Mikkelsens röse på Trynøyane, Vestfold Hills, bestående av ett stenröse och en trämast uppförd av de norska Thorshavnexpeditionerna som landsteg på platsen 20 februari 1935 då Caroline Mikkelsen blev första kvinna att landstiga i Antarktis. | 1996      | Australien Norge                   | 68°22′S 78°24′Ö / 68.367°S 78.400°Ö                 |
| HSM-73     |      | Kors i rostfritt stål till minne om offren i flygolyckan på Rossön 1979, när Air New Zealand Flight 901 flög in i berget Mount Erebus och samtliga 257 ombord omkom. | 1997      | Nya Zeeland                        | 77°25′S 167°27′Ö / 77.417°S 167.450°Ö               |
| HSM-74     |      | Icke namngiven vik på den sydvästra kusten av Elefantön, inkluderat ebb- och tidvattenzonen, där det ligger ett vrak av en segelskuta. | 1998      | Storbritannien                     | 61°14′S 55°22′V / 61.233°S 55.367°V                 |
| HSM-75     |      | Stuga A på Scott Base, Rossön, de enda återstående byggnaden i Antarktis från Samväldets trans-antarktiska expedition 1956/1957. | 2001      | Nya Zeeland                        | 77°51′S 166°46′Ö / 77.850°S 166.767°Ö               |
| HSM-76     |      | Ruiner efter den chilenska forskningsstationen Pedro Aguirre Cerda vid Pendulum Cove, Deception Island, Sydshetlandsöarna, som ödelades av vulkanutbrott 1967 och 1969. | 2001      | Chile                              | 62°59′S 60°40′V / 62.983°S 60.667°V                 |
| HSM-77     |      | Cape Denison i Commonwealth Bay, George V Land, det inkluderar Boat Harbour och de historiska lämningarna i området, som bland annat omfattar rester av basen efter de australasiatiska Antarktisexpeditionen (1911–1914) under ledning av Douglas Mawson. | 2004      | Australien                         | 67°00′30″S 142°39′40″Ö / 67.00833°S 142.66111°Ö     |
| HSM-78     |      | Minnesplakett vid Flånuten i Alexander-von-Humboldt-Gebirge, Dronning Maud Land, till åminnelse av de tre forskare från Geological Survey of India (GSI) och en kommunikationstekniker från den indiska marinen som deltog i den nionde indiska Antarktisexpeditionen och omkom av gasförgiftning på platsen den 8 januari 1990. På engelska heter berget India Point. | 2004      | Indien                             | 71°45′08″S 11°12′30″Ö / 71.75222°S 11.20833°Ö       |
| HSM-79     |      | Lillie-Marleen-stugan vid Mount Dockery, Everett Range, Viktorias land. Stugan uppfördes av den tyska expeditionen GANOVEX I, 1979–1980. GANOVEX är en förkortning av German Antarctic Northern Victoria Land Expedition. Stugan är tillverkad av prefabricerade glasfibermoduler och uppkallades efter Lillie Glacier och sången Lili Marleen. Stugan har även kopplingar till förlisningen av forskningsfartyget Gotland II under expeditionen GANOVEX II i december 1981. | 2005      | Tyskland                           | 71°12′S 164°31′Ö / 71.200°S 164.517°Ö               |
| HSM-80     |      | Amundsens tält, uppsatt av Roald Amundsens Fram-expedition när de anlände till Sydpolen 14 december 1911. Tältet har sedermera begravs under snö och is i närheten polen. | 2005      | Norge                              | 90°S 0°V / 90°S -0°Ö                                |
| HSM-81     |      | Rocher du Débarquement, en liten ö där amiral Jules Dumont d'Urville och hans manskap landsteg 21 januari 1840 när de upptäckte Adélieland. | 2006      | Frankrike                          | 66°36.3′N 140°3.85′Ö / 66.6050°N 140.06417°Ö        |
| HSM-82     |      | Monument och plakett som markerar Antarktisfördraget. Monumentet står i närheten av forskningsstationerna Eduardo Frei, Bellingshausen och Escudero på King George Island, Sydshetlandsöarna. | 2007      | Chile                              | 62°12′01″S 58°57′41″V / 62.20028°S 58.96139°V       |
| HSM-83     |      | Base W på Detaille Island i Lallemand, bahía, Loubet Coast. Den grundlades 1956 som en brittisk forskningsstation i samband med Internationella geofysiska året 1957. Området består av en stuga och en rad mindre strukturer och byggnader. | 2009      | Storbritannien                     | 66°52′S 66°48′V / 66.867°S 66.800°V                 |
| HSM-84     |      | Damoy Hut i Dorian Bay på Wienckeön, Palmerarkipelagen. En välbevarad stuga som uppfördes 1975 och användes flera år samband med en tillfällig landningsbana vid Damoy Point. | 2009      | Storbritannien                     | 64°49′S 63°31′V / 64.817°S 63.517°V                 |
| HSM-85     |      | Plakett vid McMurdo Station på Rossön, för att markera platsen för Antarktis första kärnkraftverk, PM-3A, som var i drift mellan åren 1962 och 1972. | 2010      | USA                                | 77°51′S 166°41′Ö / 77.850°S 166.683°Ö               |
| HSM-86     |      | Byggnad från 1985 vid den kinesiska forskningsstationen Great Wall på King George Island, Sydshetlandsöarna. Byggnaden markerar Kinas inträde i Antarktisforskningen i mitten av 1980-talet. | 2011      | Kina                               | 62°13′04″S 58°57′44″V / 62.21778°S 58.96222°V       |
| HSM-87     |      | Grunden av Tysklands första permanenta forskningsstation i Antarktis, Georg Forster, i Schirmacheroasen i Dronning Maud Land. Stationen användes mellan åren 1976 och 1993 och revs 1996. En plakett är uppsatt på en bergvägg i södra delen av området. | 2013      | Tyskland                           | 70°46′39″S 11°51′03″Ö / 70.77750°S 11.85083°Ö       |
| HSM-88     |      | Borrningskomplex byggnad uppförd säsongen 1983/1984, den användes för att hämta upp borrkärnor av inlandsisen under ledning av professor Kudryashov. | 2013      | Ryssland                           | 78°28′S 106°48′Ö / 78.467°S 106.800°Ö               |
| HSM-89     |      | Upper Camp, användes av Robert Scotts Terra Nova-expedition 1912 vid utforskning av Mount Erebus. | 2013      | Storbritannien Nya Zeeland USA     | 77°30.348′S 167°10.223′Ö / 77.505800°S 167.170383°Ö |
| HSM-90     |      | Camp E användes av Robert Scotts Terra Nova-expedition i december 1912 vid utforskning av Mount Erebus. | 2013      | Storbritannien Nya Zeeland USA     | 77°30.348′S 167°9.246′Ö / 77.505800°S 167.154100°Ö  |
| HSM-91     |      | Lame Dog Hut vid den bulgariska forskningsstationen St. Kliment Ohridski på Livingston Island. Byggnaden utfördes 1988 och var stationens huvudbyggnad fram till 1998. Det är öns äldsta byggnad. | 2015      | Bulgarien                          | 62°39′29″S 60°21′53″V / 62.65806°S 60.36472°V       |
| HSM-92     |      | Snövesslan Kharkovtsjanka som användes i Antarktis mellan 1959 och 2010. Den specialtillverkades av Malysjevverket i Kharkov för att ta sig fram över inlandsisen i Antarktis och befinner sig vid forskningsstationen Progress II. | 2015      | Ryssland                           | 69°22′41″S 76°22′59.1″Ö / 69.37806°S 76.383083°Ö    |